# Courtney Fortune
Courtney Fortune (Bellingham, Seattle, 1987. december 16. − ) amerikai dzsessz- és popénekesnő, dalszerző. Los Angelesben él.

## Pályakép
A John Lennon Alapítvány, a Glamour magazin és a Genlux cég „Amerika következő nagy dzsesszénekesek” nevezte. Dalokat írt és adott elő az Atlantic Records, a Universal Music Group, a Sony Japan, a Disney Channel, a Cartoon Network, az MTV és az ABC számára. A Dél-Kaliforniai Egyetemen  Bachelor of Science fokozatot szerzett zeneiparból. Miután Los Angelesben együttműködni kezdett a már négyszer Grammy-díjra jelölt zeneszerző/hangszerelő, Chris Waldennel, akit a The Chris Walden Big Band énekes-szövegírával. Együtt készítették a „Speak Love” debütáló lemezt.
David Benoit dzsesszzongoristával szokott fellépni. A Jazz Eclectic Concert Series, a TJE Zenei Fesztivál és a 91.5 FM Las Vegas rádió egyik házigazdája. Hangját Peggy Lee, Eva Cassidy és Norah Jones hangjához szokták hasonlítani.

## Albumok
- 2009: Speak Love
- 2013: All Kinds of Beautiful
- 2019: You Make It Easy

## Díjak
- 2006: A Seattle/Kobe Jazz Queen Contest 2006 győztese[2]
- 2008: A Dél-Kaliforniai Egyetem „Kiemelkedő zenei teljesítmény" elismeréssel jutalmazta a Dicken's Dinner rendezvényen, amelyen Brian Wilson munkáját ünnepelték.